# 周太玄
周太玄（1895年1月20日—1968年7月23日），原名周焯，号朗宣，后改名周无，号太玄，祖籍河南祥符，生于四川新都，中国近代生物学家、教育家、翻译家、诗人、编辑，中国腔肠动物研究的鼻祖。

## 生平
周太玄早年就读于成都高等学堂分设中学堂（石室中学），1911年考入上海中国公学政治经济专门部。1916年毕业后在《民信报》任编辑、翻译。后又赴北京，任职于《京华日报》、《中华新报》、中华通讯社。1918年参与发起少年中国学会。1919年赴法国留学，创办《旅欧周刊》并任主编。此后又同李立三、赵世炎创办了《华工周刊》（后改名《华工旬刊》）。1921年出任少年中国学会巴黎分会书记。同年考入蒙彼利埃大学学习博物学，1924年获教育硕士学位。后进入巴黎大学研究院，从事细胞学与腔肠动物的研究，1930年获法国国家理学博士学位。同年返国后，先后任教于國立成都大学、成都师范大学、國立四川大学，曾任國立四川大学理学院院长、生物系主任。1934年前往国立北平研究院，出任特约研究员。1940年任西康经济研究所所长。1943年回到川大，并当选教授会主席。1946年起，先后受聘为上海《大公报》与香港《大公报》顾问，并曾任香港《大公报》编辑主任。
中华人民共和国成立后，周太玄出任西南军政委员会与文教委员会委员。1951年任四川大学校务委员会主任委员（校长）。1952年任重庆大学校长。1953年调往中国科学院，历任编译局副局长、局长。同年加入中国农工民主党。1954年出任中国科学出版社首任社长、总编辑。1955年起兼任中科院动物研究所一级研究员。
1968年在北京逝世。

## 社会兼职
曾任第二至四届全国政协委员。

## 家族
先祖周亮工是明末清初时的学者。妻子王耀群，儿子周仲璧。